# Herbert Richter
Herbert Richter (ur. 24 lipca 1947 w Chemnitz) – niemiecki kolarz torowy reprezentujący NRD, wicemistrz olimpijski oraz dwukrotny medalista mistrzostw świata.

## Kariera
Pierwszy sukces w karierze Herbert Richter osiągnął w 1970 roku, kiedy wspólnie z Heinzem Richterem, Thomasem Huschke i Manfredem Ulbrichtem zdobył srebrny medal w drużynowym wyścigu na dochodzenie. Wynik ten reprezentanci NRD z Richterem w składzie powtórzyli na rozgrywanych w 1971 roku mistrzostwach świata w Varese. Ponadto na igrzyskach olimpijskich w Monachium w 1972 roku razem z Thomasem Huschke, Heinzem Richterem oraz Uwe Unterwalderem zdobył kolejny srebrny medal w tej konkurencji. Wielokrotnie zdobywał medale torowych mistrzostw kraju, w tym jeden złoty. W 1967 roku był ponadto wicemistrzem kraju w kolarstwie szosowym.